# العلاقات التشادية الميانمارية
العلاقات التشادية الميانمارية هي العلاقات الثنائية التي تجمع بين تشاد وميانمار.

## مقارنة بين البلدين
هذه مقارنة عامة ومرجعية للدولتين:
| وجه المقارنة                                              | تشاد                      | ميانمار          |
| --------------------------------------------------------- | ------------------------- | ---------------- |
| المساحة (كم2)                                             | 1.28 مليون                | 676.58 ألف       |
| عدد السكان (نسمة)                                         | 15.23 مليون               | 53.37 مليون      |
| الكثافة السكانية (ن./كم²)                                 | 11.9                      | 78.88            |
| العاصمة                                                   | انجمينا                   | نايبيداو، يانغون |
| اللغة الرسمية                                             | لغة فرنسية، اللغة العربية | اللغة البورمية   |
| العملة                                                    | فرنك وسط أفريقي           | كيات ميانماري    |
| الناتج المحلي الإجمالي (بليون دولار)                      | 9.98 مليار                | 69.32 مليار      |
| الناتج المحلي الإجمالي (تعادل القوة الشرائية) بليون دولار | 30.54 مليار               | 282.95 مليار     |
| الناتج المحلي الإجمالي الاسمي للفرد دولار أمريكي          | 775                       | 1.16 ألف         |
| الناتج المحلي الإجمالي للفرد دولار أمريكي                 | 2.18 ألف                  |                  |
| مؤشر التنمية البشرية                                      | 0.392                     | 0.536            |
| رمز المكالمات الدولي                                      | +235                      | +95              |
| رمز الإنترنت                                              | .td                       | .mm              |
| المنطقة الزمنية                                           | ت ع م+01:00               | ت ع م+06:30      |

## منظمات دولية مشتركة
يشترك البلدان في عضوية مجموعة من المنظمات الدولية، منها:
| علم المنظمة | اسم المنظمة                        | تاريخ انضمام تشاد | تاريخ انضمام ميانمار |
| ----------- | ---------------------------------- | ----------------- | -------------------- |
|             | مؤسسة التنمية الدولية              | 7 نوفمبر 1963     | 5 نوفمبر 1962        |
|             | يونسكو                             | 19 ديسمبر 1960    | 27 يونيو 1949        |
|             | مؤسسة التمويل الدولية              | 2 أبريل 1998      | 3 ديسمبر 1956        |
|             | منظمة حظر الأسلحة الكيميائية       | ?                 | ?                    |
|             | الأمم المتحدة                      | 20 سبتمبر 1960    | 19 أبريل 1948        |
|             | الاتحاد الدولي للاتصالات           | 25 نوفمبر 1960    | 15 سبتمبر 1937       |
|             | منظمة الشرطة الجنائية الدولية      | ?                 | ?                    |
|             | البنك الدولي للإنشاء والتعمير      | 10 يوليو 1963     | 3 يناير 1952         |
|             | الاتحاد البريدي العالمي            | ?                 | ?                    |
|             | وكالة ضمان الاستثمار متعدد الأطراف | 11 يونيو 2002     | 16 ديسمبر 2013       |
|             | منظمة التجارة العالمية             | ?                 | ?                    |

## وصلات خارجية
- موقع وزارة الخارجية الميانمارية